# Päijät-Häme
Le Päijät-Häme (en suédois : Päijänne-Tavastland) est une région du sud de la Finlande. Elle a pour capitale Lahti.
La région occupe le 8e rang des régions du pays pour ce qui est de la population, alors qu'elle est classée 18e pour la superficie.

## Géographie
La région tire son nom du lac Päijänne qui occupe sa partie Nord. Les régions frontalières sont au nombre de sept, le maximum en Finlande à égalité avec la Finlande-Centrale. On trouve au nord la Finlande-Centrale, à l'est la Savonie du Sud et la Vallée de la Kymi, à l'ouest le Pirkanmaa et le Kanta-Häme et au sud l'Uusimaa.

## Transports

### Routiers
Les principales routes desservant le de Päijät-Häme sont les routes 4, 5, 12 et 24 et les routes principales 46, 53 et 54. 
La route régionale 167 est également particulièrement importante, en particulier entre Lahti et Orimattila.

### Ferroviaire
Le Päijät-Häme a des liaisons ferroviaires entre Helsinki et Riihimäki via Lahti à Kouvola. En outre, Lahti à des liaisons vers Heinola et Loviisa, mais ces sections ne sont utilisées que pour le transport de marchandises.

### Aérien
Situé dans le Päijät-Häme, l'aéroport de Lahti-Vesivehmaa (fi) à Asikkala, n'a pas de trafic de passagers.

## Histoire
Cette région correspond à l'ancienne branche sud-est de la province historique du Häme.

## Communes
Onze municipalités composent la région, dont trois villes.
- Asikkala
- Hartola
- Heinola (ville)
- Hollola
- Iitti
- Kärkölä
- Lahti (ville)
- Orimattila (ville)
- Padasjoki
- Sysmä

### Anciennes municipalités
- Artjärvi
- Hämeenkoski
- Nastola